# Medsave
 Medsave  falu Horvátországban Zágráb megyében. Közigazgatásilag Szamoborhoz tartozik.

## Fekvése
Zágrábtól 17 km-re nyugatra, községközpontjától 6 km-re északkeletre, a Száva jobb partján fekszik.

## Története
A falunak 1857-ben 48, 1910-ben 130 lakosa volt. Trianon előtt Zágráb vármegye Szamobori járásához tartozott. 2011-ben 242 lakosa volt.

## Lakosság
| Lakosság változása | Lakosság változása | Lakosság változása | Lakosság változása | Lakosság változása | Lakosság változása | Lakosság változása | Lakosság változása | Lakosság változása | Lakosság változása | Lakosság változása | Lakosság változása | Lakosság változása | Lakosság változása | Lakosság változása | Lakosság változása |
| ------------------ | ------------------ | ------------------ | ------------------ | ------------------ | ------------------ | ------------------ | ------------------ | ------------------ | ------------------ | ------------------ | ------------------ | ------------------ | ------------------ | ------------------ | ------------------ |
| 1857               | 1869               | 1880               | 1890               | 1900               | 1910               | 1921               | 1931               | 1948               | 1953               | 1961               | 1971               | 1981               | 1991               | 2001               | 2011               |
| 48                 | 65                 | 74                 | 110                | 125                | 130                | 117                | 167                | 219                | 225                | 244                | 256                | 242                | 242                | 246                | 242                |

## Nevezetességei
Kompközlekedés a Száván.

## Külső hivatkozások
- Szamobor hivatalos oldala
- Szamobor város turisztikai egyesületének honlapja